# Beate Anders
Beate Anders (Leipzig, Alemania, 4 de febrero de 1968) es una atleta alemana retirada especializada en la prueba de 3 km marcha, en la que consiguió ser campeona mundial en pista cubierta en 1991.

## Carrera deportiva
En el Campeonato Mundial de Atletismo en Pista Cubierta de 1991 ganó la medalla de oro en los 3 km marcha, llegando a meta en un tiempo de 11:50.90 segundos que fue récord de los campeonatos, por delante de la australiana Kerry Saxby y la italiana Ileana Salvador.